# Doppelkloster
Als Doppelkloster bezeichnete man einen Klosterbezirk, in dem Mönche und Nonnen unter der Leitung eines gemeinsamen Ordensoberen leben, wobei die männlichen und weiblichen Kommunitäten voneinander getrennt sind. Das einzige heute noch erhaltene Doppelkloster besteht aus den klösterlichen Gemeinschaften von Einsiedeln und Fahr.
Stifte, in denen Kanoniker und Kanonissen unter der Leitung einer Äbtissin oder eines Propstes wohnen, werden auch als Doppelkloster benannt. Auch ein Domkapitel kann mit einer weiblichen Klostergemeinschaft verbunden sein.

## Ursprung und Entwicklung
Die Form der Doppelklöster geht auf die Klöster der Basilianer und Basilianerinnen zurück, die in Osteuropa und im Nahen Osten in örtlichen Klosterbezirken lebten. Sie lebten nach den Ordensregeln des heiligen Basilius (330–379), dieser hatte die männlichen Ordensgemeinschaften gegründet, während die Gründung der weiblichen Ordensgemeinschaften auf dessen Schwester Makrina die Jüngere (330–379) zurückgeführt wird. Trotz des Verbotes durch Kaiser Iustinian I. (482–565), des weiteren Verbots durch die Synode von Agde im Jahr 506 und schließlich der Untersagung durch das Zweite Konzil von Nicaea (787) setzte sich die Lebensweise der monasteria duplicia bis in das 14. Jahrhundert durch.

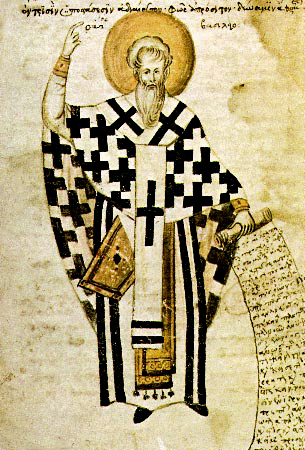
Basilius der Große
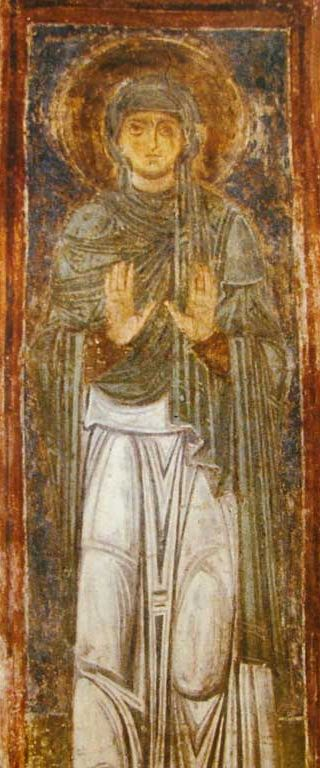
Makrina die Jüngere
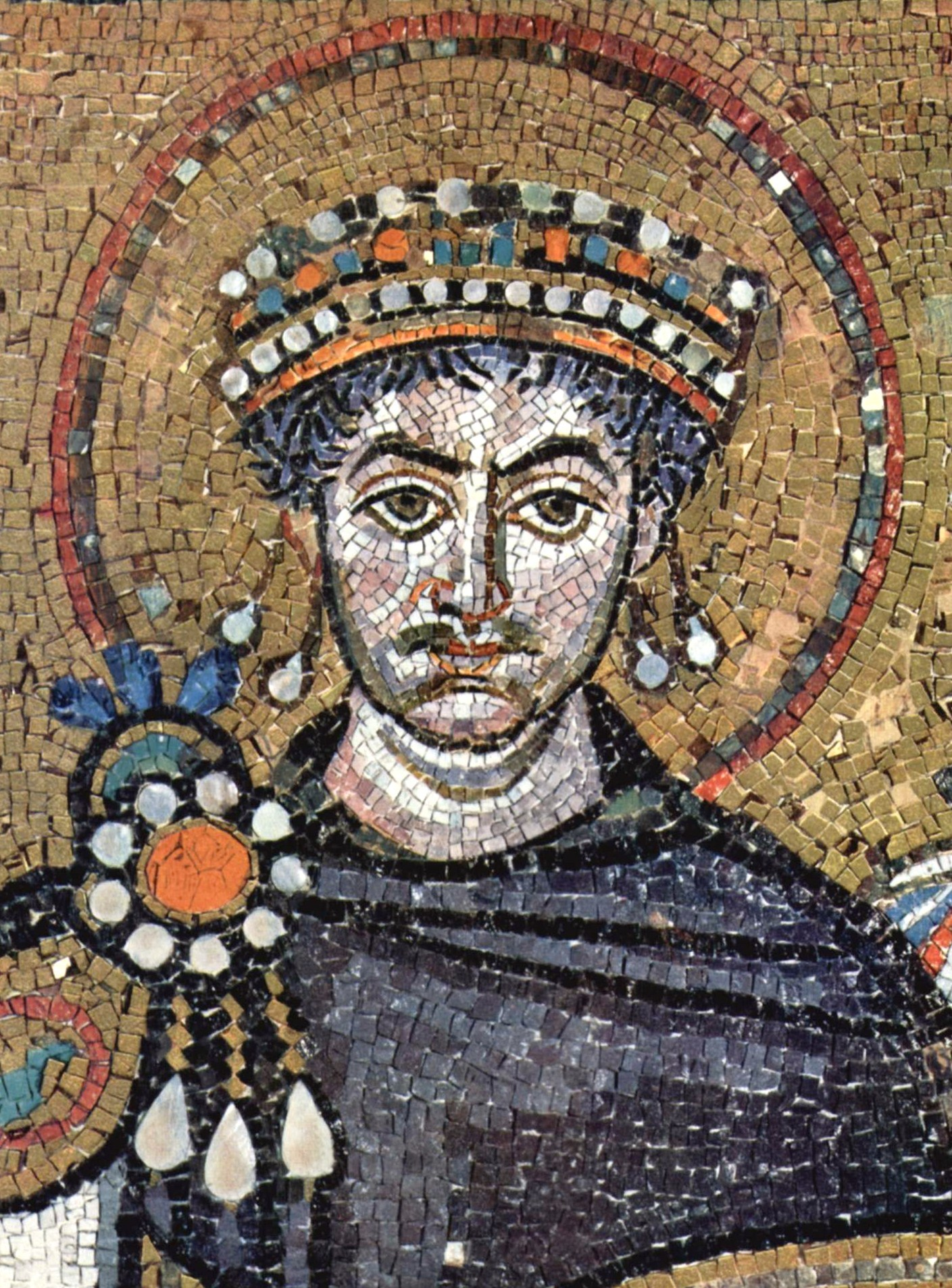
Kaiser Justinian I.

## Geschichte
Im angelsächsischen Raum des 5. bis 9. Jahrhunderts wurden Doppelklöster fast immer von den Äbtissinnen geleitet. Die Äbte vertraten die Ordensgemeinschaften nach außen und waren das Bindeglied zwischen weltlicher und kirchlicher Macht. In Frankreich, Italien und dem späteren Deutschland erlebten die Doppelklöster ihre Blütezeit im 11. und 12. Jahrhundert. Im 13. Jahrhundert wurden die Doppelklöster fast überall aufgegeben; eine der beiden Gemeinschaften ging ein oder wurde verlegt. Grund dafür war vor allem die kritische Haltung zeitgenössischer Kirchenführer. Ordensobere zögerten immer mehr, Frauenklöster aufzunehmen oder zu betreuen. Sogar der im 14. Jahrhundert von Birgitta von Schweden gegründete Erlöserorden, dessen ursprüngliches Konzept Doppelklöster vorsah, gab diese Lebensform nach der Reformation auf. Gerade die disziplinären Schwierigkeiten des 15. und 16. Jahrhunderts gaben Doppelklöstern einen schlechten Ruf.

## Mitteleuropäische Beispiele (in Auswahl)
- Stift Admont und das Frauenkloster Admont
- Abtei Engelberg und das Frauenkloster Müstair
- Stift Klosterneuburg und das Chorfrauenkloster St. Magdalena
- Stift St. Peter und die Petersfrauen in Salzburg